# Saison 1953-1954 de la LIH
Saison précédente Saison suivante
La saison 1953-1954 est la neuvième saison de la ligue internationale de hockey.
Les Mohawks de Cincinnati remportent la Coupe Turner pour une deuxième saison de suite en battant les Jets de Johnstown en série éliminatoire.

## Saison régulière
Trois nouvelles équipes joignent la ligue en début de saison, soit les Jets de Johnstown en provenance de la Eastern Hockey League, les Shooting Stars de Louisville et les Barons de Marion. 

### Classement de la saison régulière
| Clt   | Équipe                       | PJ | V  | D  | N | BP  | BC  | Pts |
| ----- | ---------------------------- | -- | -- | -- | - | --- | --- | --- |
| +001, | Mohawks de Cincinnati        | 64 | 47 | 15 | 2 | 325 | 153 | 96  |
| +002, | Barons de Marion             | 64 | 40 | 24 | 0 | 279 | 207 | 80  |
| +003, | Jets de Johnstown            | 65 | 35 | 27 | 3 | 254 | 221 | 73  |
| +004, | Mercurys de Toledo           | 64 | 33 | 26 | 5 | 221 | 157 | 71  |
| +005, | Komets de Fort Wayne         | 64 | 29 | 30 | 5 | 203 | 220 | 63  |
| +006, | Bruins de Troy               | 64 | 31 | 32 | 1 | 241 | 258 | 63  |
| +007, | Rockets de Grand Rapids      | 64 | 29 | 32 | 3 | 252 | 274 | 61  |
| +008, | Shooting Stars de Louisville | 64 | 18 | 42 | 4 | 202 | 331 | 40  |
| +009, | Chiefs de Milwaukee          | 64 | 13 | 48 | 3 | 187 | 343 | 29  |

- Champion de la saison régulière
- Qualifié pour les séries éliminatoires

### Meilleurs pointeurs
| Joueur          | Équipe       | PJ | B  | A  | Pts | Pun |
| --------------- | ------------ | -- | -- | -- | --- | --- |
| Don Hall        | Johnstown    | 63 | 43 | 67 | 110 | 46  |
| Dick Pontarollo | Toledo       | 64 | 50 | 56 | 106 | 39  |
| Ken Schultz     | Marion       | 60 | 48 | 53 | 101 | 56  |
| George Edwards  | Troy         | 64 | 36 | 60 | 96  | 32  |
| Gordon Vejprava | Marion       | 64 | 58 | 33 | 91  | 20  |
| Arnie Schmautz  | Johnstown    | 63 | 38 | 52 | 90  | 61  |
| Roy Hammond     | Toledo       | 64 | 35 | 54 | 89  | 45  |
| Billy Goold     | Cincinnati   | 64 | 28 | 60 | 88  | 47  |
| Kenneth Biggs   | Cincinnati   | 62 | 26 | 60 | 86  | 65  |
| George Hayes    | Grand Rapids | 58 | 33 | 51 | 84  | 36  |

## Séries éliminatoires
Les séries éliminatoires se déroule du 16 mars au 3 avril. Les Mohawks de Cincinnati et les Barons de Marion, classés respectivement premier et deuxième au terme de la saison régulière, obtiennent un laissé-passé pour les demi-finales. L'équipe championne des séries de la LIH se mérite la Coupe Turner.

### Tableau
|  | Quarts de finale      | Quarts de finale   |                   |   | Demi-finales | Demi-finales |  |  | Finale | Finale |
|  | Quarts de finale      | Quarts de finale   |                   |   | Demi-finales | Demi-finales |  |  | Finale | Finale |
|  |                       |                    |                   |   |              |              |  |  |        |        |
|  |                       |                    |                   |   |              |              |  |  |        |        |
|  |                       |                    |                   |   |              |              |  |  |        |        |
|  | Mohawks de Cincinnati |                    |                   |   |              |              |  |  |        |        |
|  |                       |                    |                   |   |              |              |  |  |        |        |
|  | Laissé-passé          |                    |                   |   |              |              |  |  |        |        |
|  | Mohawks de Cincinnati | 4                  |                   |   |              |              |  |  |        |        |
|  | Mohawks de Cincinnati | 4                  |                   |   |              |              |  |  |        |        |
|  |                       | Barons de Marion   | 1                 |   |              |              |  |  |        |        |
|  | Barons de Marion      | Barons de Marion   | 1                 |   |              |              |  |  |        |        |
|  |                       |                    |                   |   |              |              |  |  |        |        |
|  | Laissé-passé          |                    |                   |   |              |              |  |  |        |        |
|  | Mohawks de Cincinnati | 4                  |                   |   |              |              |  |  |        |        |
|  | Mohawks de Cincinnati | 4                  |                   |   |              |              |  |  |        |        |
|  |                       | Jets de Johnstown  | 2                 |   |              |              |  |  |        |        |
|  | Jets de Johnstown     | Jets de Johnstown  | 2                 | 2 |              |              |  |  |        |        |
|  | Jets de Johnstown     |                    |                   | 2 |              |              |  |  |        |        |
|  | Komets de Fort Wayne  | 0                  |                   |   |              |              |  |  |        |        |
|  | Komets de Fort Wayne  | 0                  | Jets de Johnstown | 2 |              |              |  |  |        |        |
|  |                       |                    | Jets de Johnstown | 2 |              |              |  |  |        |        |
|  |                       | Mercurys de Toledo | 0                 |   |              |              |  |  |        |        |
|  | Mercurys de Toledo    | Mercurys de Toledo | 0                 | 2 |              |              |  |  |        |        |
|  | Mercurys de Toledo    |                    |                   | 2 |              |              |  |  |        |        |
|  | Bruins de Troy        | 1                  |                   |   |              |              |  |  |        |        |
|  | Bruins de Troy        | 1                  |                   |   |              |              |  |  |        |        |

### Quarts de finale
Les Mohawks de Cincinnati et les Barons de Marion obtiennent pour ce tour un laissé-passé; ils devront cependant s'affronter en demi-finale. Pour les deux autres séries, l'équipe ayant terminé troisième lors de la saison régulière, les Jets de Johnstown affronte celle ayant terminé cinquième, les Komets de Fort Wayne. Puis, l'équipe s'étant classé quatrième, les Mercurys de Toledo, est opposé aux Bruins de Troy, club ayant pris le sixième échelon. Pour remporter les quarts de finale, les équipes doivent obtenir deux victoires.
| Date    | Équipe à domicile    | Score   | Équipe visiteuse     |
| ------- | -------------------- | ------- | -------------------- |
| 16 mars | Jets de Johnstown    | 5-4 (P) | Komets de Fort Wayne |
| 17 mars | Komets de Fort Wayne | 2-3     | Jets de Johnstown    |

Les Jets de Johnstown remportent la série 2 victoires à 0.
| Date    | Équipe à domicile  | Score | Équipe visiteuse   |
| ------- | ------------------ | ----- | ------------------ |
| 16 mars | Mercurys de Toledo | 3-1   | Bruins de Troy     |
| 17 mars | Bruins de Troy     | 4-0   | Mercurys de Toledo |
| 20 mars | Mercurys de Toledo | 7-4   | Bruins de Troy     |

Les Mercurys de Toledo remportent la série 2 victoires à 1.

### Demi-finales
Pour les demi-finales, l'équipe ayant terminé au premier rang lors de la saison régulière, les Mohawks de Cincinnati, affrontent l'équipe ayant terminé deuxième, les Barons de Marion, dans une série où les équipes doivent obtenir quatre victoires pour remporter la série. 
| Date    | Équipe à domicile     | Score | Équipe visiteuse      |
| ------- | --------------------- | ----- | --------------------- |
| 16 mars | Mohawks de Cincinnati | 3-4   | Barons de Marion      |
| 17 mars | Barons de Marion      | 3-4   | Mohawks de Cincinnati |
| 18 mars | Mohawks de Cincinnati | 4-2   | Barons de Marion      |
| 20 mars | Barons de Marion      | 1-4   | Mohawks de Cincinnati |
| 21 mars | Mohawks de Cincinnati | 3-1   | Barons de Marion      |

Les Mohawks de Cincinnati remportent la série 4 victoires à 1.
Dans la deuxième demi-finale, les deux vainqueurs des quarts de finale, les Jets de Johnstown et les Mercurys de Toledo, s'affrontent dans une série où les équipes doivent obtenir deux victoires pour l'emporter.
| Date    | Équipe à domicile  | Score | Équipe visiteuse   |
| ------- | ------------------ | ----- | ------------------ |
| 10 mars | Mercurys de Toledo | 1-3   | Jets de Johnstown  |
| 11 mars | Jets de Johnstown  | 0-3   | Mercurys de Toledo |

Les Jets de Johnstown remportent la série 2 victoires à 0.

### Finale
La finale oppose les vainqueurs de leur série respectives, les Mohawks de Cincinnati et les Jets de Johnstown. Pour remporter la finale les équipes doivent obtenir quatre victoires.
| Date      | Équipe à domicile     | Score   | Équipe visiteuse      |
| --------- | --------------------- | ------- | --------------------- |
| 25 mars   | Mohawks de Cincinnati | 3-0     | Jets de Johnstown     |
| 27 mars   | Mohawks de Cincinnati | 2-3     | Jets de Johnstown     |
| 28 mars   | Jets de Johnstown     | 0-1 (P) | Mohawks de Cincinnati |
| 30 mars   | Jets de Johnstown     | 1-3     | Mohawks de Cincinnati |
| 1er avril | Mohawks de Cincinnati | 2-3 (P) | Jets de Johnstown     |
| 3 avril   | Jets de Johnstown     | 1-3     | Mohawks de Cincinnati |

Les Mohawks de Cincinnati remportent la série 4 victoires à 2.

### Effectifs de l'équipe championne
Voici l'effectif des Mohawks de Cincinnati, champion de la Coupe Turner 1954:
- Entraineur :
- Joueurs : Charlie Hodge, George Bouchard, Butch MacKay, Mickey Keating, Marc Boileau, Roland McLenahan, Bun Smith, Eddie Kachur, Willie Pawchuk, Reg Grigg, Art Rose, Connie Broden, Gary Edmundson, Kenneth Biggs et Billy Goold.

## Trophées remis
| Trophée               | Description                       | Vainqueur             |
| --------------------- | --------------------------------- | --------------------- |
| Coupe Turner          | Champion des séries éliminatoires | Mohawks de Cincinnati |
| Trophée J.-P.-McGuire | Champion de la saison régulière   | Jets de Johnstown     |

| Trophée                     | Description       | Vainqueur                      |
| --------------------------- | ----------------- | ------------------------------ |
| Trophée George-H.-Wilkinson | Meilleur pointeur | Don Hall des Jets de Johnstown |
| Trophée James-Gatschene     | Joueur MVP        | aucun récipiendaire            |